# 타일러 플로렌스
타일러 플로렌스(Kevin Tyler Florence, 1971년 3월 3일~)는 미국의 요리 연구가다.

## 방송
- 푸드 트럭 레이스 (2010~2017) - 진행

## 영화
- 언크러셔블 (2018) - 감독